# Bolitochara bella
Bolitochara bella är en skalbaggsart som beskrevs av Johann Christian Friedrich Märkel 1844. Bolitochara bella ingår i släktet Bolitochara, och familjen kortvingar. Arten har ej påträffats i Sverige.